# Grmada (Trebnje, Slovenija)
Grmada je naselje u slovenskoj Općini Trebnju. Grmada se nalazi u pokrajini Dolenjskoj i statističkoj regiji Jugoistočnoj Sloveniji. 

## Stanovništvo
Prema popisu stanovništva iz 2002. godine naselje je imalo 29 stanovnika.